# Janoušov
Janoušov (en allemand : Janauschendorf) est une commune du district de Šumperk, dans la région d'Olomouc, en République tchèque. Sa population s'élevait à 51 habitants en 2023.

## Géographie
Janoušov se trouve à 10 km à l'ouest-nord-ouest de Šumperk, à 56 km au nord-ouest d'Olomouc et à 173 km à l'est de Prague.
La commune est limitée par Malá Morava au nord, par Ruda nad Moravou à l'est, par Bušín au sud, et par Jakubovice à l'ouest et au nord.

## Histoire
La première mention écrite de la localité date de 1397.

## Galerie

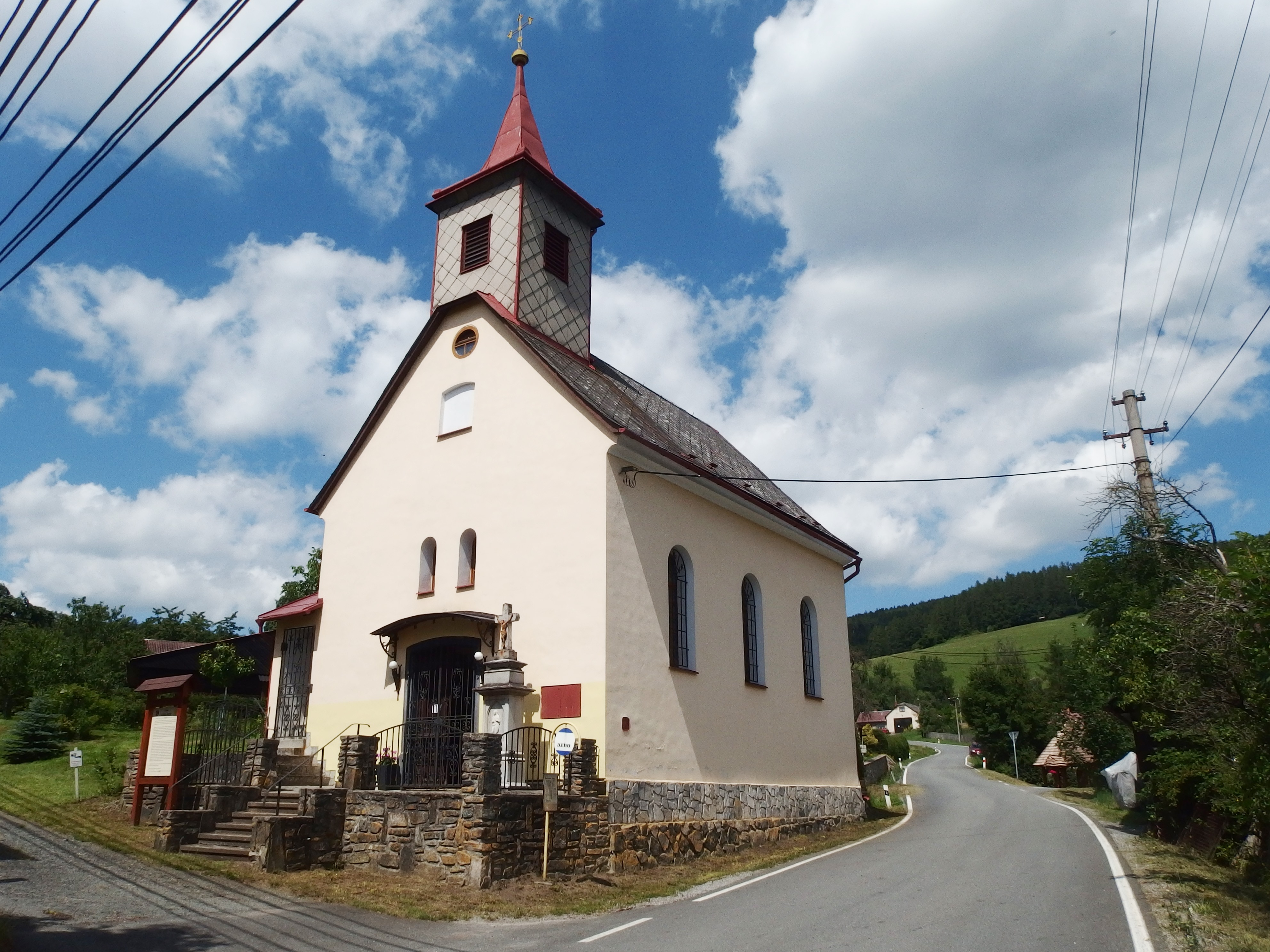
Chapelle à Janoušov.
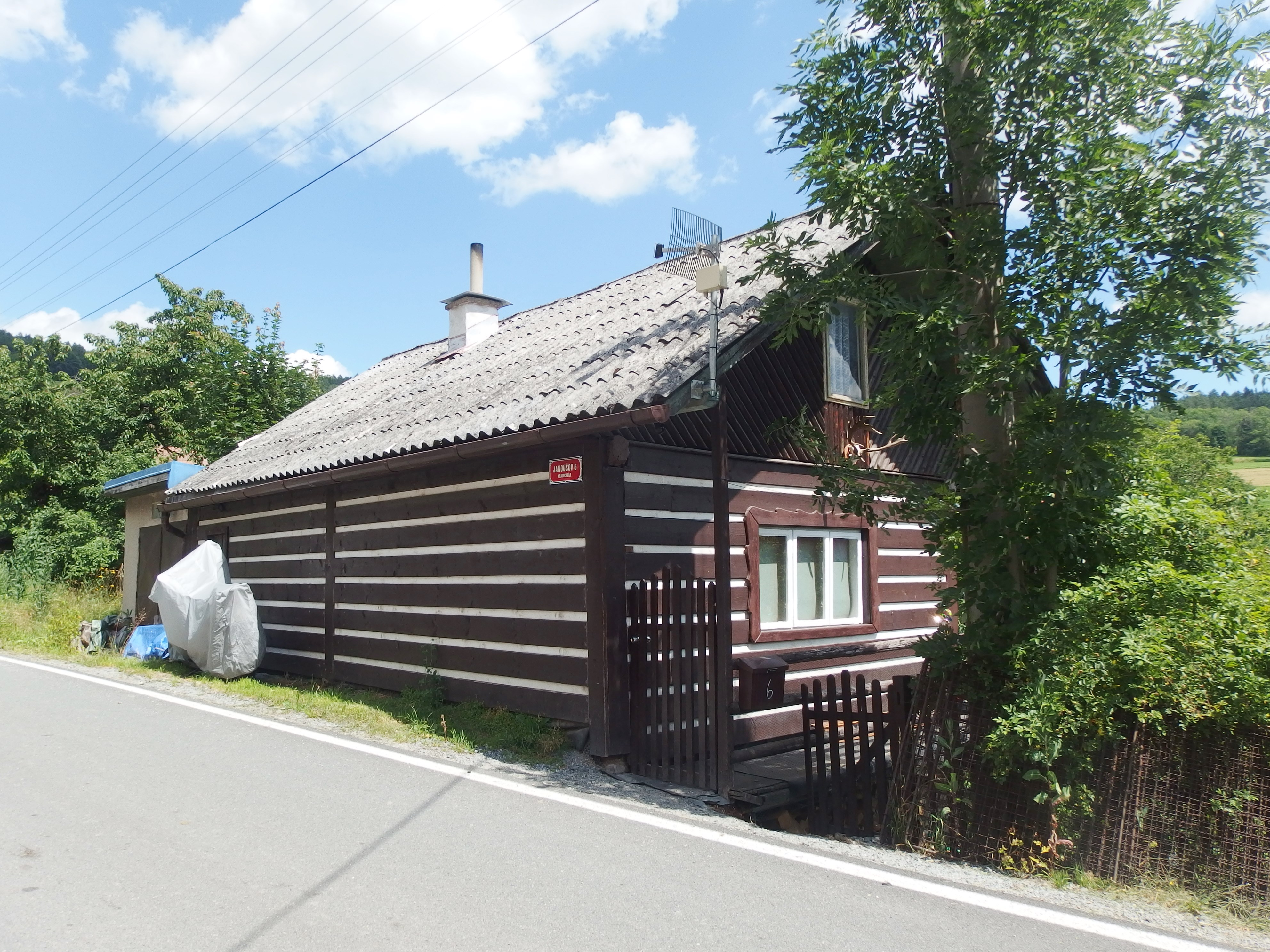
Maison traditionnelle.

## Transports
Par la route, Janoušov se trouve à 19 km de Šumperk, à 64 km d'Olomouc et à 228 km de Prague.